# Fresnel-Linse

Querschnitte einer üblichen Linse, einer Fresnel-Linse (Scheinwerfer- oder Gürtellinse) und einer Mikrofresnellinse mit gleicher Brennweite

Eine Fresnel-Linse [fʀɛˈnɛl], Fresnellinse oder genauer eine Fresnelsche Stufenlinse ist eine volumen- und massereduzierte Bauform einer optischen Linse.
Sie wurde um 1822 vom französischen Physiker Augustin Jean Fresnel ursprünglich für Leuchttürme entwickelt. Das Funktionsprinzip erdachte Georges-Louis Leclerc de Buffon im Jahre 1748.

## Aufbau

Gürtellinse im Leuchtfeuer von Grasøyane fyr im norwegischen Ulstein. Eines von vier Segmenten ist entfernt.

Da Licht nur beim Passieren der Linsen-Oberflächen gebrochen wird, ist der Brechungswinkel nicht von der Dicke, sondern nur von dem Winkel zwischen den beiden Oberflächen abhängig. Das Volumen bei der Fresnel-Linse ist durch eine Aufteilung in ringförmige Bereiche verringert, deren maximale Dicke ungefähr gleich ist. Durch die erforderliche Krümmung der Oberflächen erhält die Linse eine Reihe ringförmiger Stufen. Die Linse behält ihre Brennweite bei, aber die Abbildungsqualität wird durch die Stufenstruktur verschlechtert.
Fresnel-Linsen können aus Glas oder aus Kunststoff, beispielsweise aus Polymethylmethacrylat (PMMA), bestehen.
Heute unterscheidet man im Wesentlichen zwei Bauformen von Fresnel-Linsen: Scheinwerferlinsen und Gürtellinsen.
- Scheinwerferlinsen bündeln das Licht in eine (meist horizontal liegende) Richtung, es entsteht ein Lichtstrahl. Sie haben wie übliche Linsen eine optische Achse.[2] Sie bündeln das Licht in Richtung dieser Achse.
- Gürtellinsen bündeln das Licht in einer (meist horizontal liegende) Ebene, es entsteht ein Lichtblatt. Eine Gürtellinse ist ein hohler Rotationskörper. Seine Form entsteht durch die Rotation des Querschnitts einer Fresnel-Linse um eine Achse, die senkrecht zu der optischen Achse der Linse steht. Im Schnittpunkt beider Achsen ist die Lichtquelle angeordnet. Gürtellinsen bündeln deren Licht einer Ebene senkrecht zur Rotationsachse und strahlen es gleichmäßig in alle Richtungen aus.[3]

## Verwendung

### Leuchtturmoptiken
Im 19. Jahrhundert wurden Fresnel-Linsen vor allem in Leuchttürmen eingesetzt. Zunächst ab 1823 im Leuchtturm von Cordouan. Sie bestanden aus handpolierten Prismen aus Glas, die in einen Rahmen aus Metall, meist Messing, zusammengefügt wurden. Durch ihre im Vergleich zu früheren Leuchtfeueroptiken weitaus höhere Lichtstärke revolutionierten sie die Leuchtturmtechnik. Die Herstellung der frühen Fresnel-Linsen war aufwendig und teuer. Die wichtigsten Produktionszentren lagen in Großbritannien und Frankreich, der wichtigste Hersteller in Deutschland war die Firma Weule.

#### Unterteilung von Leuchtturmoptiken in Ordnungen
Mit dem Begriff Ordnung wird bei Leuchtturmlinsen deren geometrische Größe – mit der die optische Größe Brennweite einhergeht – gekennzeichnet. Große Linsen (große Brennweite) ergeben bei gleicher Lichtquelle ein helleres, weiter reichendes Leuchtturmlicht als kleine Linsen. In den USA sind sechs Ordnungen standardisiert:
| Ord- nung | Brennweite (mm) | Höhe (mm) | Masse (kg) | Typische Verwendung in den USA                      |
| --------- | --------------- | --------- | ---------- | --------------------------------------------------- |
| 01.       | 0920            | 02590     | 5800       | Größte Küstenleuchttürme                            |
| 02.       | 0700            | 02069     | 1600       | Große Seen, Inseln vor der Küste, Meerengen         |
| 03.       | 0500            | 01576     | 0900       | Küste, Flussmündungen an Meerengen, Buchten, Kanäle |
| 04.       | 0250            | 0722      | 0200–300   | Untiefen, Riffe, Häfen, Flussinseln                 |
| 05.       | 0187.5          | 0541      | 0120–200   | Hafendämme, Flüsse, kleinere Inseln in Meerengen    |
| 06.       | 0150            | 0433      | 0100       | Hafendämme und Kais                                 |

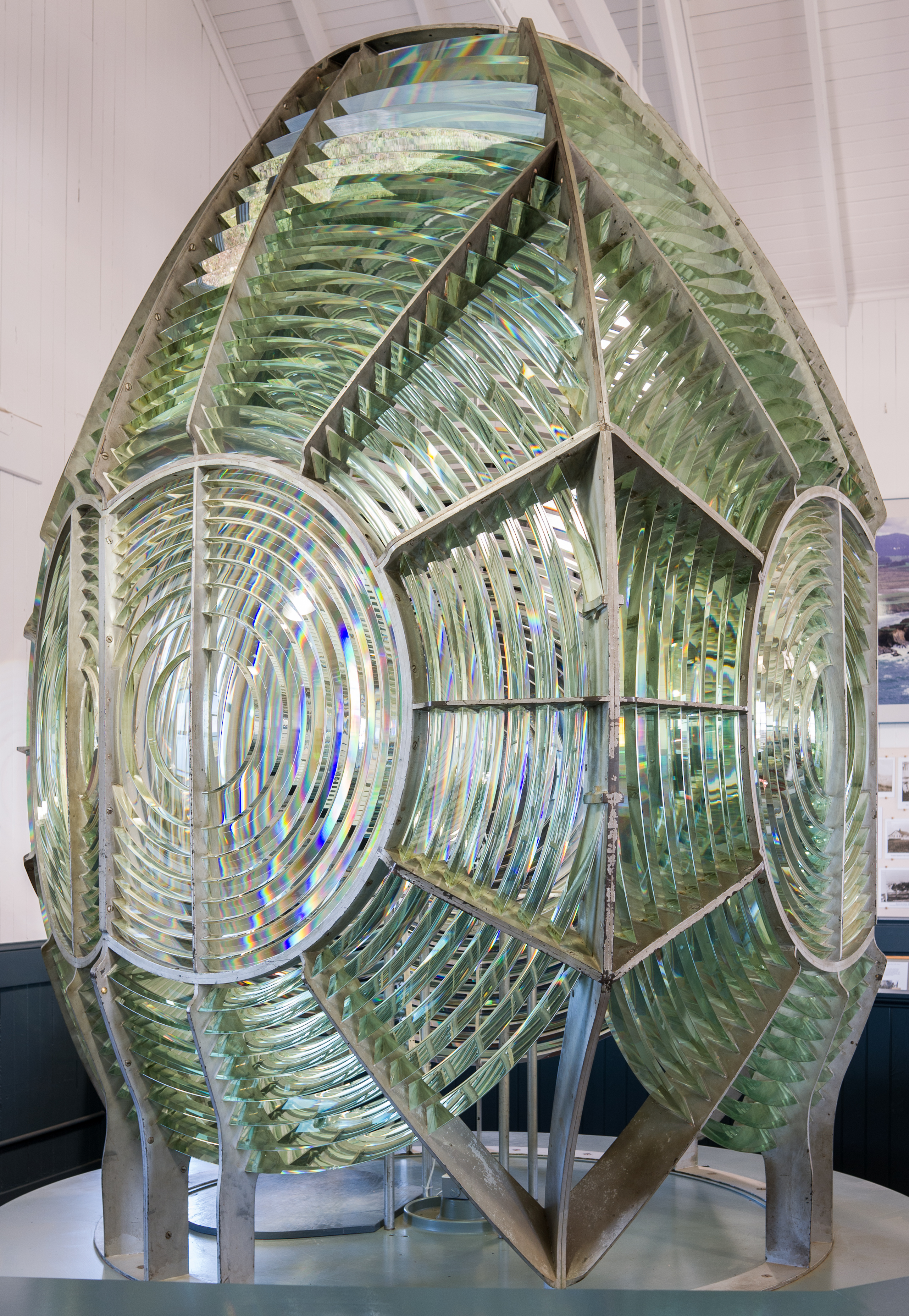
Fresnel-Linse 1. Ordnung, Scheinwerferlinsen, Museum von Point Arena Light, Kalifornien.
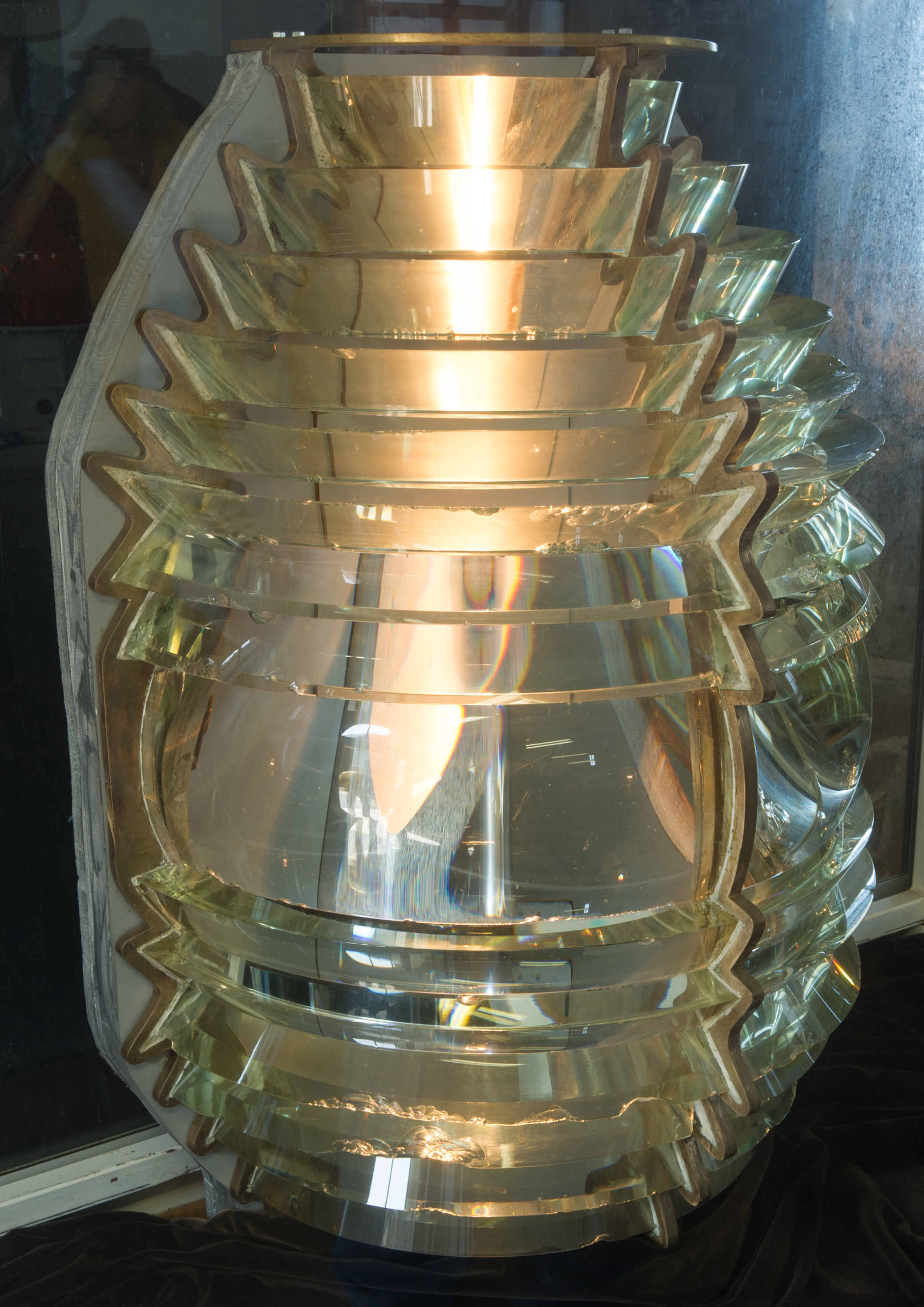
Fresnel-Linse 4. Ordnung, Gürtellinse, Museum von Point Sur Light Station, Kalifornien.

### Weitere Beispiele

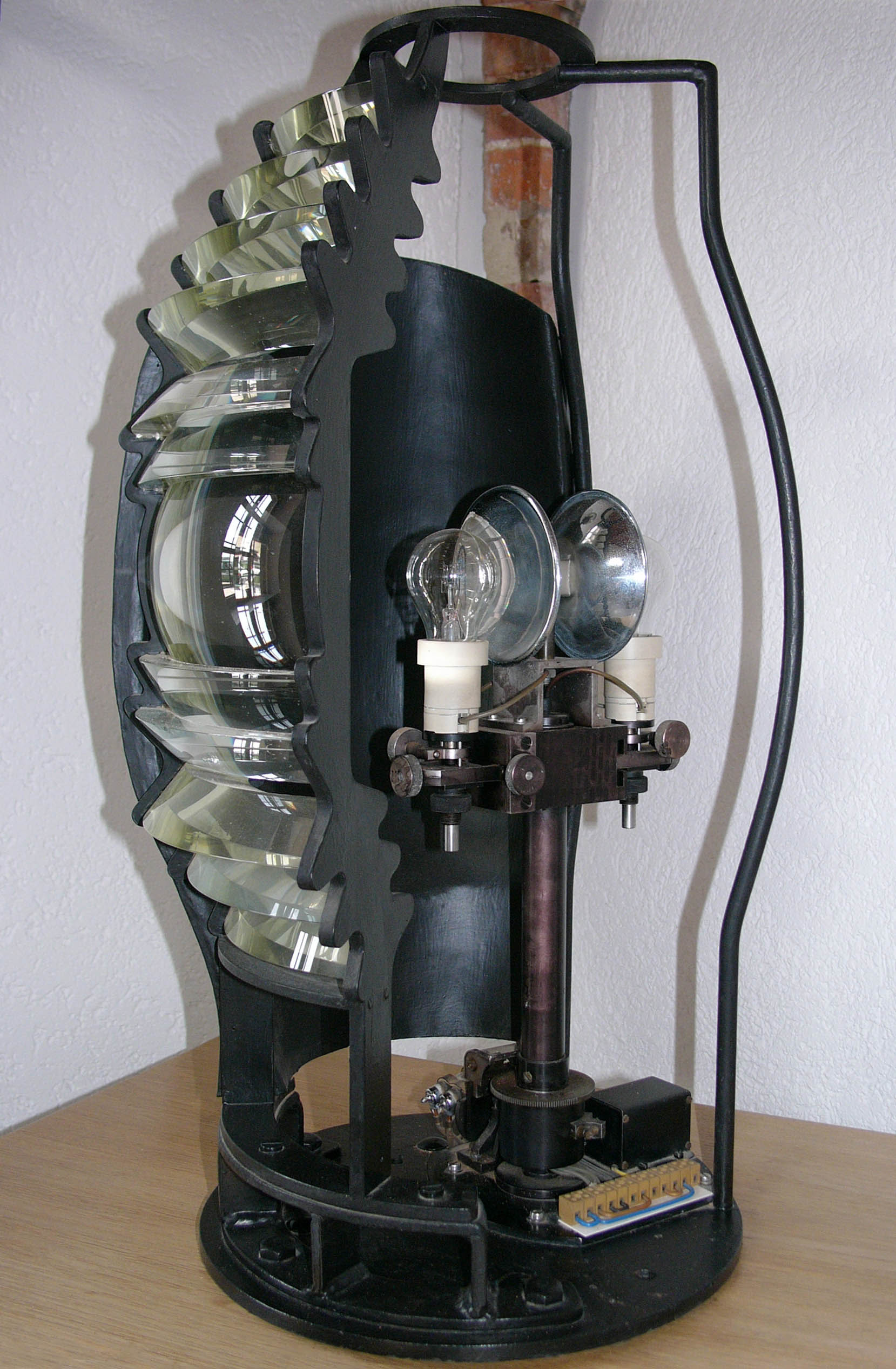
Teil-Gürtellinse aus dem Loschen-Leuchtturm Bremerhaven (Spannwinkel 60°)

Fresnel-Linsen werden nach wie vor eingesetzt, wenn das Gewicht oder die Dicke der Linsen ausschlaggebend und die Abbildungsqualität zweitrangig ist.
Bei Richtfeuern wird nur eine Linse verwendet, während bei Drehfeuern mehrere Linsen im Kreis drehbar um die Lichtquelle angeordnet sind.
Hinter Rückprojektionsbildschirmen befand sich eine Fresnel-Linse, um die Ausleuchtung der Mattscheibe für den Betrachter zu verbessern.
Manche Scheinwerfer der Veranstaltungsbeleuchtung sind als Stufenlinsenscheinwerfer ausgeführt. Diese Konstruktion spart Masse. Die Fresnel-Linse der Scheinwerfer für Film- und TV-Beleuchtung wird mattiert („gefrostet“), um die Projektion der Stufenringe zu verwischen.
Fresnel-Linsen sind oft aus Kunststoff gepresst und erreichen eine hohe Präzision. Anwendung finden sie in Tageslichtprojektoren, oder Overheadprojektoren, wo die transparenten Folien auf eine Fresnellinse gelegt werden, die das Licht, das vom Projektor ausgestrahlt wird, auf die konvexe Linse über der Ablagefläche bündelt, bei einfachen Handlupen, bei Fahrzeug-Rücklichtern und als Weitwinkellinsen(-folien) innen an vertikalen Automobil-Heckscheiben (Toter Winkel) und Ladenkassen (Kontrolle der Einkaufswagen). Auch die Einstellscheiben im Sucher von Spiegelreflexkameras haben einen Fresnel-Linsenbereich.
In Passiv-Infrarot-Bewegungsmeldern, die pyroelektrische Sensoren nutzen, ermöglichen Fresnel-Linsen eine Zuordnung einer Wärmequelle zu einem bestimmten Raumwinkelsegment. Damit ermöglichen sie die Erkennung von Bewegungen an den Übergängen zwischen den Segmenten.
Gestufte Linsen sind auch Bestandteil von Teleobjektiven mit langer Brennweite, um deren Gewicht zu reduzieren.
Bei Konzentrator-Solarzellen werden die Sonnenstrahlen mit Linsen auf ein kleineres Wandlerelement fokussiert, wodurch dessen Fläche und damit der Preis sinkt.
Weiters finden die Fresnel-Linsen bei optischen Signal- und Sondersignalanlagen aller Farben Verwendung (Xenonblitz-, Rundumkennleuchte).
Fresnel-Linsen werden oft auch in Virtual Reality Headsets eingesetzt (Beispiele: HP Reverb G1 und G2, Oculus Quest, Oculus Quest 2 und Oculus Quest 3S, Oculus Rift S, Valve Index).

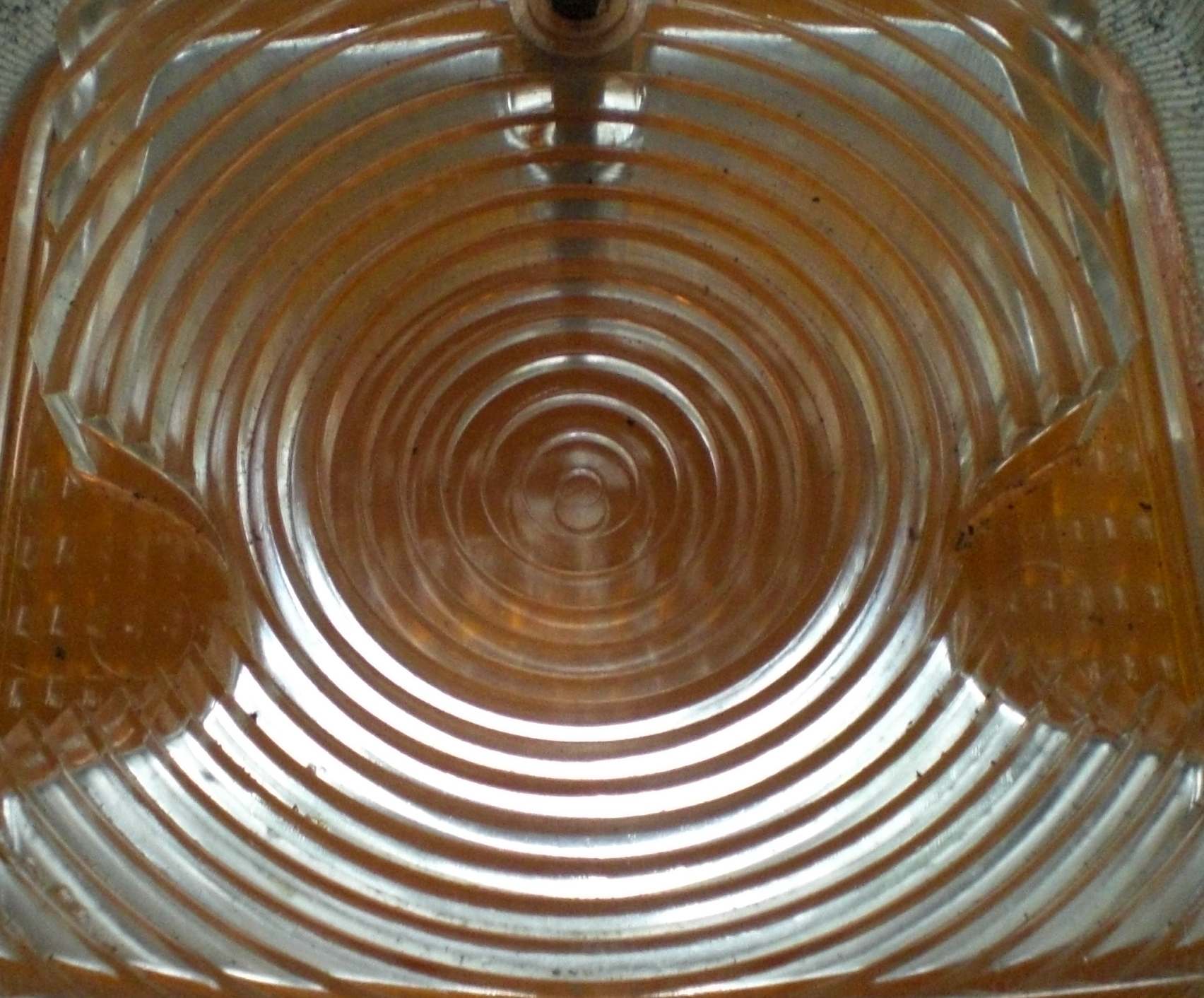
Scheinwerferlinse im Rücklicht eines Autos
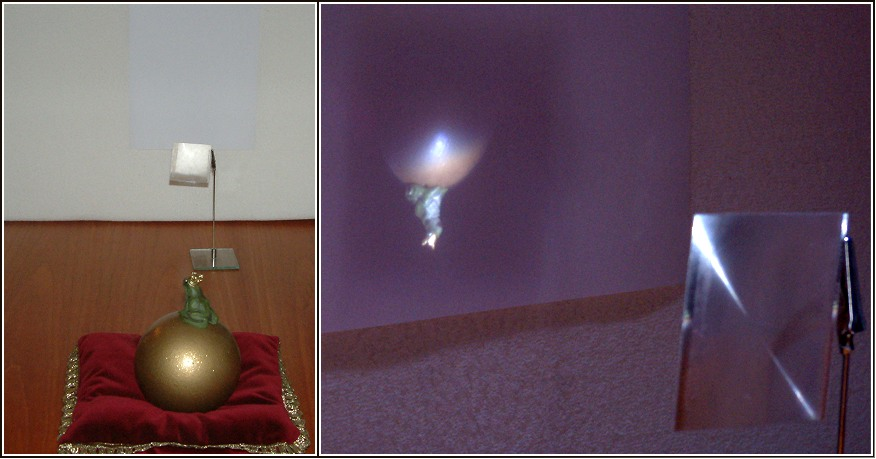
Abbildung eines Froschs (links, vorn) mit dünner Fresnel-Linse (links, hinten); Bild und Linse (rechts)
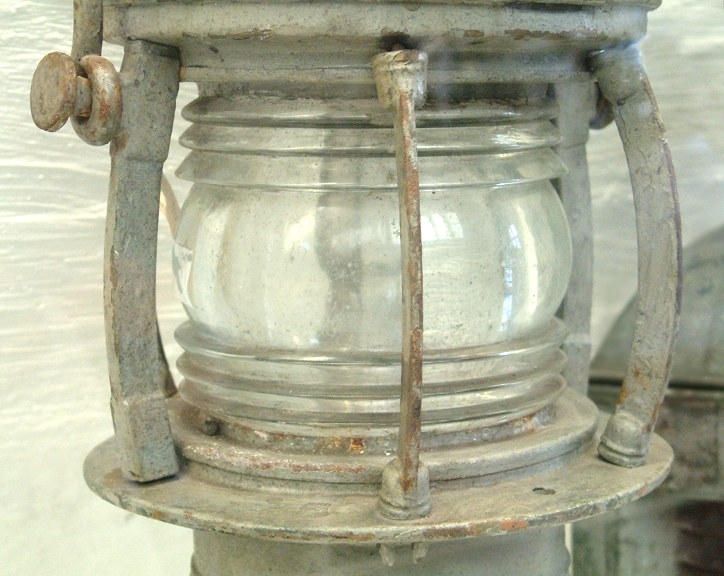
Schiffslaterne mit einteiliger Gürtellinse
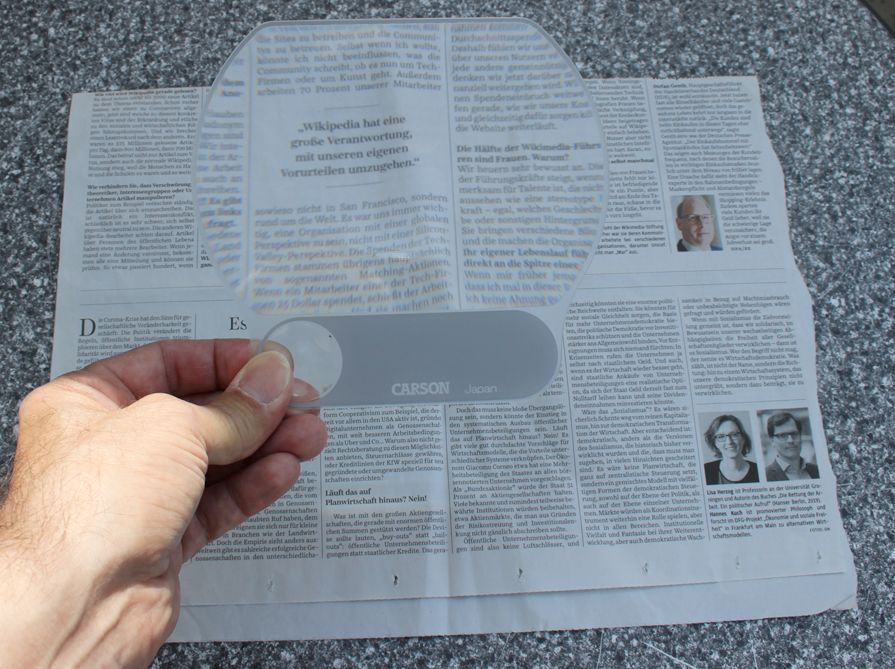
Fresnel-Blatt zum Vergrößern von Texten
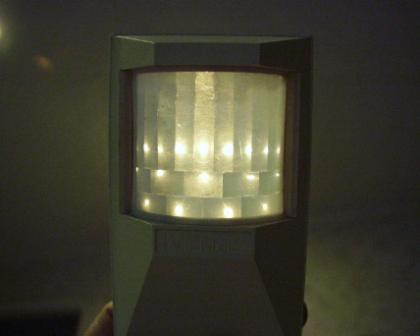
Fresnel-Linsen in einem gebogenen Gehäuseteil eines Bewegungsmelders. Zur Darstellung der Linsenwirkung hier rückseitig beleuchtet.